# Albin Daniłowicz
Albin Daniłowicz (ur. 10 lipca 1927 w Ostrowcu Świętokrzyskim, zm. 31 marca 2008 w Warszawie) – pułkownik pilot Sił Zbrojnych Polskiej Rzeczypospolitej Ludowej, wieloletni oficer lotnictwa myśliwskiego Wojsk Obrony Powietrznej Kraju.

## Życiorys
Po ukończeniu gimnazjum we wrześniu 1948 wstąpił do Oficerskiej Szkoły Lotniczej w Dęblinie. Po przeszkoleniu unitarnym zakwalifikowany został do na kurs podchorążych pilotów. 3 września 1950 promowany na pierwszy stopień oficerski. Po ukończeniu kursu instruktorskiego został skierowany do szkolenia podchorążych OSL. Na stanowisku instruktora szkolił podchorążych na lotniskach: Świdnik, Podlodów, Krzewica, Ułęż, Radom i Tomaszów Mazowiecki. W międzyczasie awansował na stanowisko dowódcy klucza lotniczego. W 1956 przeniesiony na samoloty bojowe do 11 pułku lotnictwa myśliwskiego we Wrocławiu. W 1960 został dowódcą tego pułku (od stycznia do grudnia 1960). W latach 1961–1963 dowódca 2 pułku lotnictwa myśliwskiego OPK w Krakowie. Następnie był starszym inspektorem w dowództwie 1 Korpusu Obrony Powietrznej Kraju. W 1964 ukończył kurs operacyjny (Wyższy Kurs Dowódczy) w Kalininie w ZSRR. W latach 1964-1965 pracował na stanowisku starszego oficera w Oddziale Szkolenia bojowego Dowództwa Wojsk Obrony Powietrznej Kraju. Od 1966 do 1970 roku był szefem strzelania powietrznego 1 Korpusu Obrony Powietrznej Kraju. W okresie od 1970 do 1978 był inspektorem w Oddziale Szkolenia i Bezpieczeństwa Lotów Dowództwa Wojsk Obrony Powietrznej Kraju. Przez ostatnie 10 lat służby wojskowej był dyżurnym odpowiedzialnym Centralnego Stanowiska Dowodzenia – zastępcą szefa sztabu WOPK.
W stan spoczynku przeszedł 1 września 1989 roku ze względu na osiągnięcie wieku emerytalnego.
Pilot wojskowy pierwszej klasy, w powietrzu spędził 3113 godzin.

## Odznaczenia
- Krzyż Oficerski Orderu Odrodzenia Polski - odznaczenie nadane: 26.09.1984
- Krzyż Kawalerski Orderu Odrodzenia Polski - odznaczenie nadane: 6.10.1970
- Złoty Krzyż Zasługi - odznaczenie nadane: 12.10.1963
- Złoty Medal „Siły Zbrojne w Służbie Ojczyzny” - odznaczenie nadane: 1970
- Srebrny Medal „Siły Zbrojne w Służbie Ojczyzny” - odznaczenie nadane: 1963
- Brązowy Medal „Siły Zbrojne w Służbie Ojczyzny” - odznaczenie nadane: 1956
- Złoty Medal „Za zasługi dla obronności kraju”
- Srebrny Medal „Za zasługi dla obronności kraju”
- Brązowy Medal „Za zasługi dla obronności kraju”
- inne medale i odznaczenia

## Źródła
- Zenon Matysiak, W szeregu lotniczych pokoleń. Dzieje podchorążych XXII promocji Oficerskiej Szkoły Lotniczej w Dęblinie 1948-1950, Zespół Wydawniczy Wojsk Lotniczych i Obrony Powietrznej, Poznań 1998, str. 232
- Józef Zieliński: Dowódcy pułków lotnictwa polskiego 1921-2012. Warszawa: Bellona, 2015, s. 87. ISBN 978-83-11-13990-9. OCLC 924867180.